# Heliga Guds moders beskydds kyrka i Kanaker
Heliga Guds moders beskydds kyrka i Kanaker (armeniska: Քանաքեռի Սուրբ Տիրամոր Ռուս Ուղղափառ Եկեղեցի, Kanakeri Surb Tiramor Rus Vughghap'ar Yekeghets'i), ryska: Храм Покрова Пресвятой Богородицы в Канакер), är en rysk-ortodox kyrka i Kanaker i distriktet Kanaker-Zeytun i Jerevan i Armenien.
Kyrkan byggdes 1912 i dåvarande byn Kanaker, som senare inlemmats i staden Jerevan, för att betjäna den Andra kaukasiska divisionen, som var förlagd nära Jerevan. Denna ryska militärenhet bestod huvudsakligen av kossacker från Kuban och Poltava. 
Kyrkan ritades av den ryska arkitekten Fjodor Verzhbitsky i den stil som då var vanlig för militärkyrkor. Kyrkan döptes efter Sankt Alexander Nevsky. 
Under den sovjetiska epoken var kyrkan stängd och användes då som lagerlokal. Den återöppnades 1991 och renoverades 2000.

## Bildgalleri

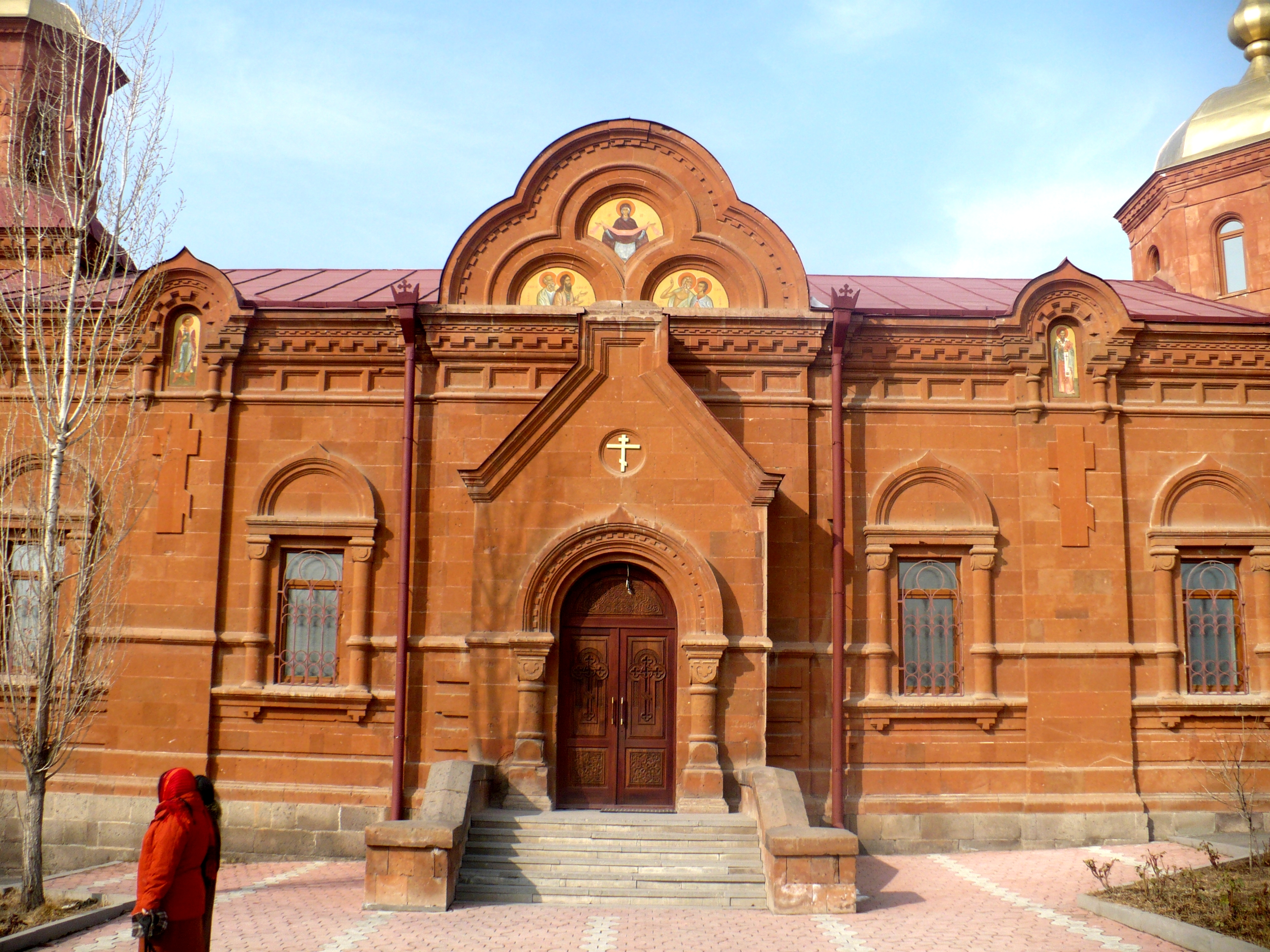
Huvudentrén
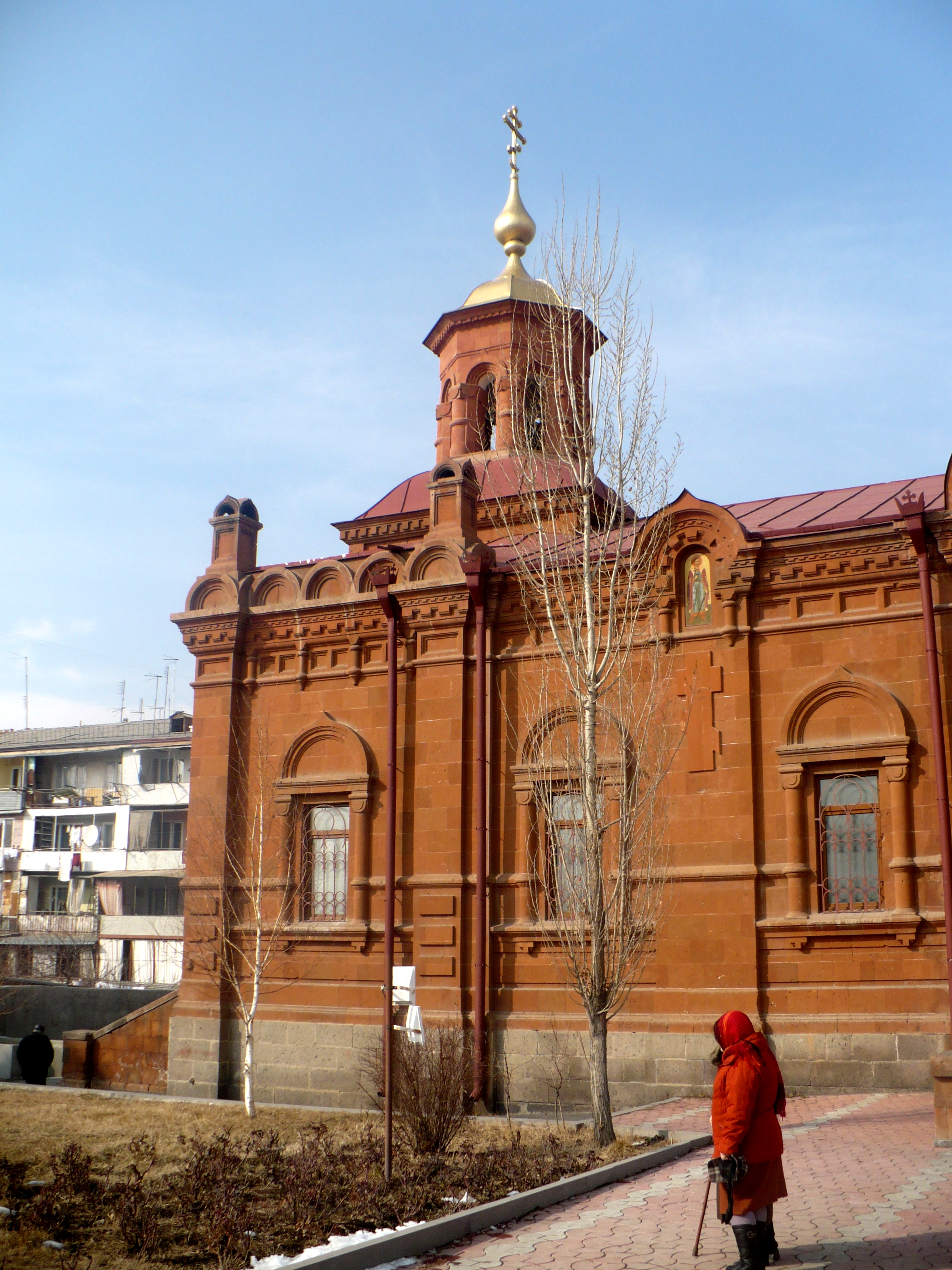
Kyrktornet
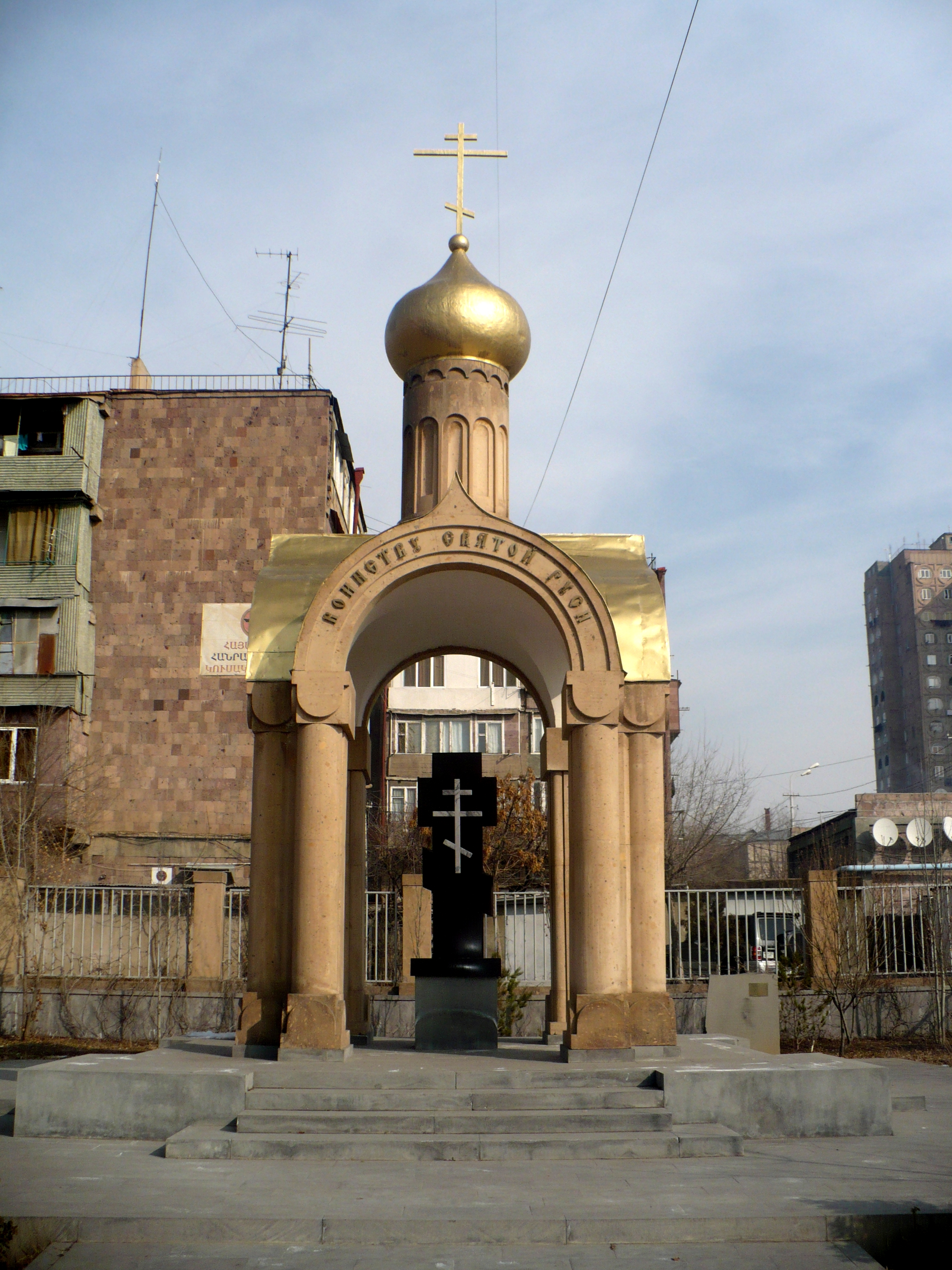
Klocktornet
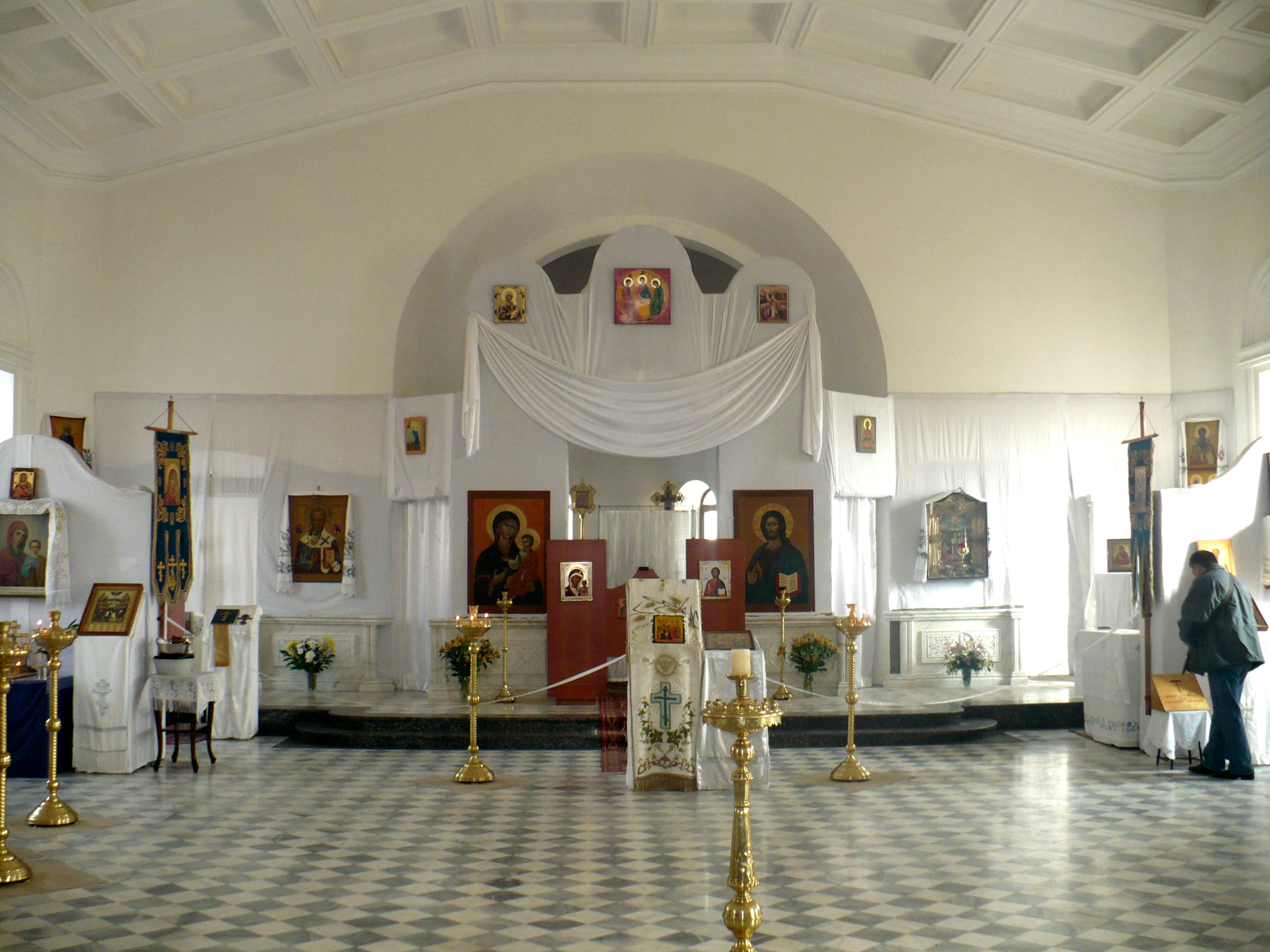
Altaret
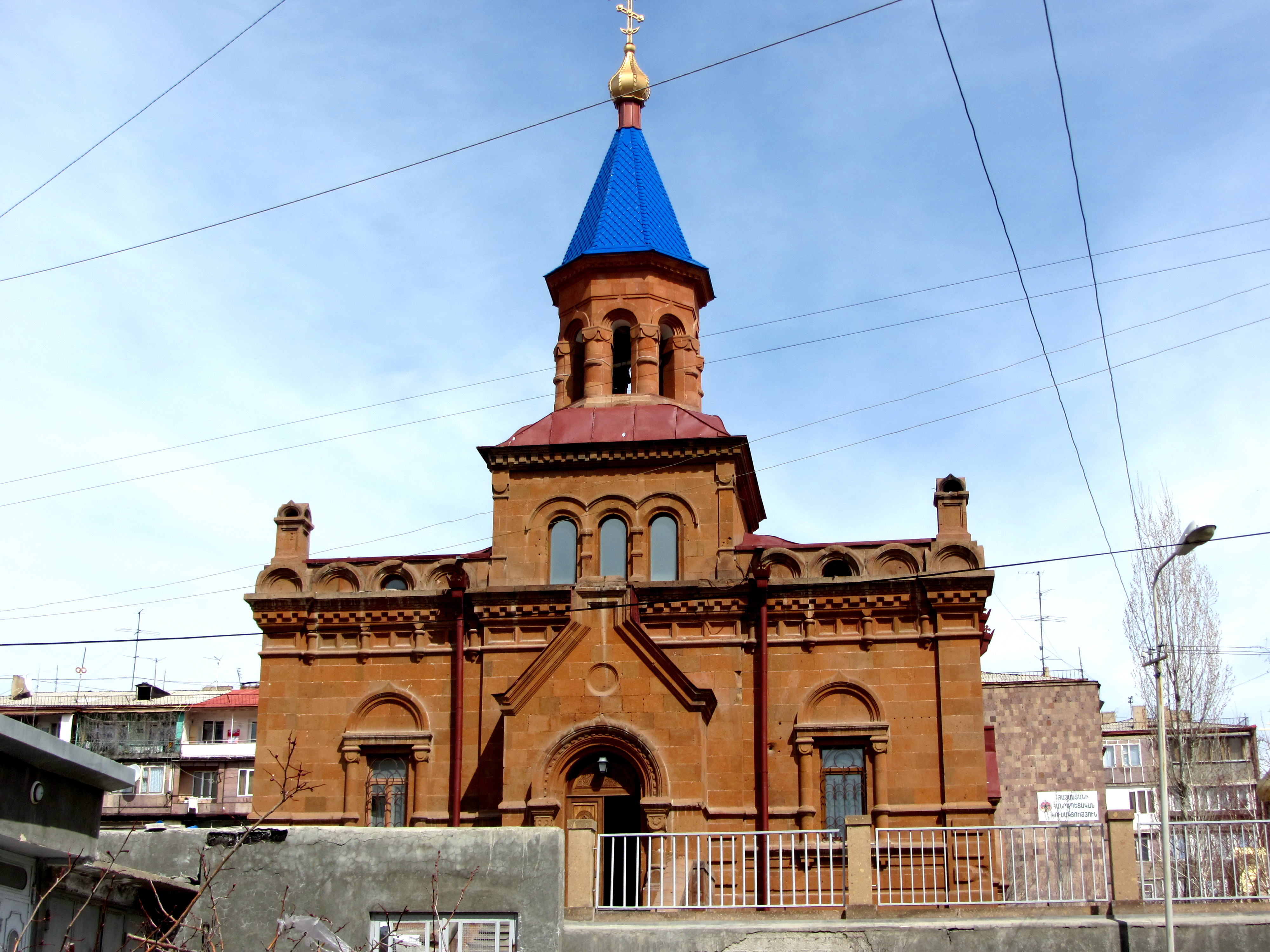